# Izrael na Mistrzostwach Świata w Lekkoatletyce 2017
Izrael na Mistrzostwach Świata w Lekkoatletyce 2017 – reprezentacja Izraelu podczas Mistrzostw Świata w Londynie liczyła 8 zawodników, którzy nie zdobyli żadnego medalu.

## Skład reprezentacji
| Zawodnik     | Konkurencja | Finał    | Finał   |
| Zawodnik     | Konkurencja | Rezultat | Pozycja |
| ------------ | ----------- | -------- | ------- |
| Girmaw Amare | maraton     | 2:26:37  | 63.     |
| Maru Teferi  | maraton     | DNF      | DNF     |

Kobiety
| Zawodnik               | Konkurencja | Finał    | Finał   |
| Zawodnik               | Konkurencja | Rezultat | Pozycja |
| ---------------------- | ----------- | -------- | ------- |
| Yelena Dolinin         | maraton     | DNS      | DNS     |
| Lornah Chemtai Korlima | maraton     | 2:40:22  | 41.     |
| Maor Tiyouri           | maraton     | 2:49:45  | 63.     |

| Zawodniczka       | Konkurencja    | Kwalifikacje | Kwalifikacje | Finał | Finał   |
| Zawodniczka       | Konkurencja    | Wynik        | Pozycja      | Wynik | Pozycja |
| ----------------- | -------------- | ------------ | ------------ | ----- | ------- |
| Hanna Kniaziewa   | trójskok       | 14,17        | 8. q         | 14,42 | 4.      |
| Marharyta Dorożon | rzut oszczepem | 61,33        | 14.          | NQ    | NQ      |